# Rachesa breteuili
Rachesa breteuili är en fjärilsart som beskrevs av Eugène Louis Bouvier 1927. Rachesa breteuili ingår i släktet Rachesa och familjen påfågelsspinnare. Inga underarter finns listade.